# Comuna Pomorie, Burgas
Pomorie (în bulgară Община Поморие) este o comună în regiunea Burgas din Bulgaria. Cuprinde un număr de 17 localități. Reședința sa este orașul Pomorie. Localități componente:

## Localități
- Aheloi
- Aleksandrovo
- Bata
- Gaberovo
- Gorița
- Galabeț
- Dabnik
- Belodol
- Kableșkovo
- Kamenar
- Kozicino
- Kosoveț
- Laka
- Medovo
- Pomorie
- Poroi
- Strațin

## Demografie
Componența etnică a obștinei Pomorie
     Romi (4,72%)
     Turci (17,88%)
     Bulgari (65,05%)
     Nicio identificare (11,7%)
     Altele (0,63%)
La recensământul din 2011, populația comunei Pomorie era de 27.658 locuitori. Din punct de vedere etnic, majoritatea locuitorilor (65,05%) erau bulgari, existând și minorități de romi (4,72%) și turci (17,88%). Pentru 11,7% din locuitori nu este cunoscută apartenența etnică.